# Giorgio Bernasconi
Giorgio Bernasconi (* 1804 in Mendrisio, Schweiz; † 19. Mai 1866 ebenda) war ein Schweizer Priester, Journalist, Zeitungsverleger und Politiker der Freisinnig-Demokratischen Partei.

## Leben
Nach seinem Studienaufenthalt in Rom wurde er zum Pfarrer von Salorino ernannt im Jahre 1826. Im Jahr 1830 gehörte er zu den Gründern der Tipografia Elvetica in Capolago und begann, mit der liberalen Presse zusammenzuarbeiten; gleichzeitig setzte er seine Lehrtätigkeit fort. Als überzeugter Befürworter einer Tessiner Diözese und eines Priesterseminars setzte er sich für deren Gründung ein, da er sie als notwendige Voraussetzung für eine erfolgreiche Harmonisierung der Beziehungen zwischen Kirche und Staat im Kanton Tessin betrachtete.
Als Divinis suspendiert, nahm er an der Revolution von 1839 teil und wurde von der Regierung zum Sekretär der Kommission für öffentliche Bildung ernannt. Im Jahr 1844 veröffentlichte er anonym eine Cronaca scandalosa del Cantone Ticino mit stark antiklerikalen Tönen. Er gab den Anstoss zur Gründung der Società agricola forestale di Mendrisio und förderte die Anwendung moderner landwirtschaftlicher Techniken. Im Jahr 1863 gründete er den Kindergarten in Mendrisio. 
Er wurde in einer zivilen Zeremonie beigesetzt.